# Cejlon na Letnich Igrzyskach Olimpijskich 1972
Cejlon na Letnich Igrzyskach Olimpijskich 1972 reprezentowało 4 mężczyzn.
Był to siódmy start reprezentacji Cejlonu na letnich igrzyskach olimpijskich. 

## Skład kadry

### Lekkoatletyka
Mężczyźni
- Sunil Gunawardene

100 metrów - odpadł w eliminacjach
200 metrów - odpadł w ćwierćfinałach
- Wickramesinghe Wimaladasa - 400 metrów - odpadł w ćwierćfinałach
- Lucien Rosa

10 000 metrów - odpadł w eliminacjach
Maraton - nie ukończył

### Strzelectwo
Mężczyźni
- Daya Rajasinghe Nadarajasingham - karabin małokalibrowy, 50 m, leżąc - 65. miejsce